# Пипинов дар

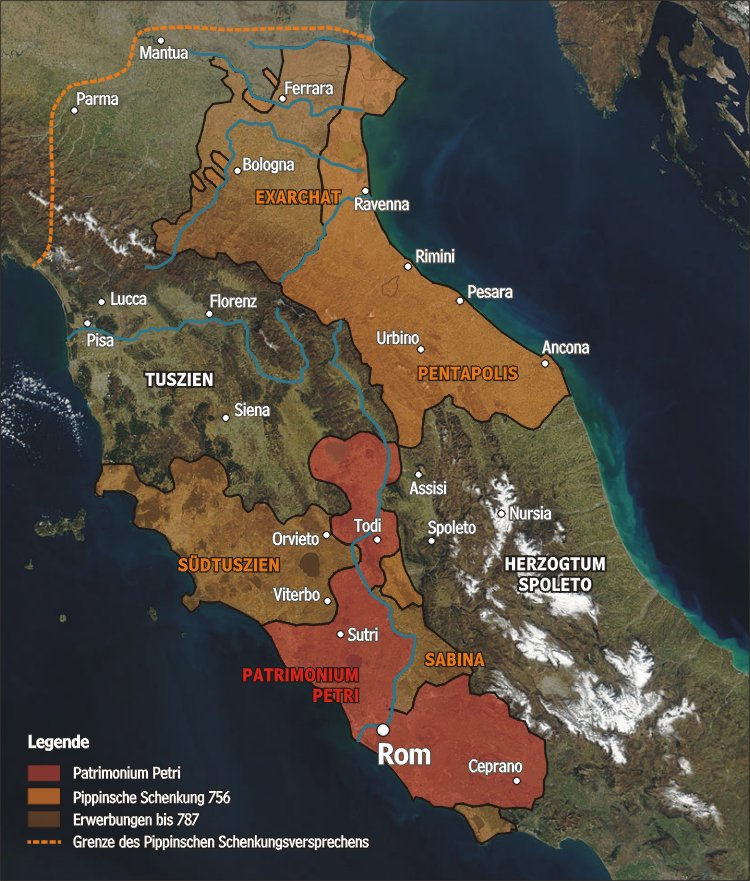
Папская область в 800 году. Пипинов дар выделен оранжевым цветом

Пипинов дар — совершённый в 754 году и подтверждённый в 756 году акт, давший папе римскому власть светского правителя и предоставивший легальный базис для основания Папского государства.
В 751 году лангобарды завоевали Равеннский экзархат, и король лангобардов Айстульф потребовал, чтобы Рим платил ему дань. Папа Стефан II (III) обратился за помощью к королю франков Пипину Короткому, который стал королём именно благодаря благословению папы Захария. Стефан лично прибыл в королевство Франков (это был первый случай в истории, когда римский папа пересёк Альпы), и был встречен 11-летним сыном Пипина, Карлом, который и проводил папу к своему отцу. Согласно римско-католической традиции, именно на этой встрече Пипина и Стефана франкский король пообещал римскому папе передать папству власть над рядом территорий, которые будут отвоёваны у лангобардов.
28 июля 754 года Стефан совершил в соборе аббатства Сен-Дени миропомазание Пипина и его сына Карла. Теперь Пипин не мог игнорировать обращения церкви, и в 756 году, в ответ на письмо, якобы чудесным образом написанное самим святым Петром, войска франков вторглись в Италию и поставили лангобардов на колени.

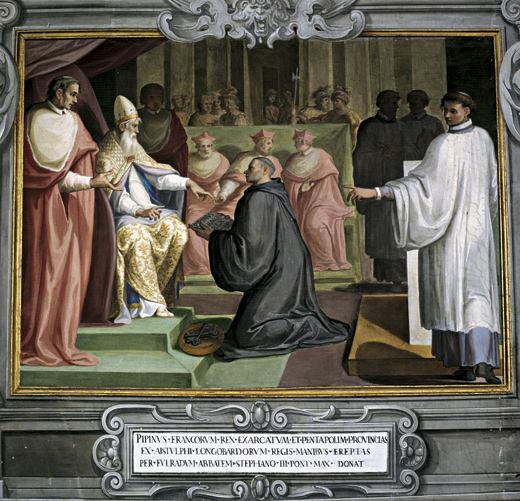
Дар Пипина Короткого папе Стефану II (754 год)

За два года Пипин отвоевал для папства:
- 22 города (среди них Равенна, Перуджа, Парма, Реджо и Мантуя, а также Пентаполь с городами Анкона, Римини, Пезаро, Фано и Сенигаллия), принадлежавшие Равеннскому экзархат и папству (как Наследие святого Петра, возникшее в 728 году в ходе передачи королём лангобардов Лиутпрандом[2]).
- Герцогства Сполето и Беневент
- Остров Корсика[источник не указан 1049 дней]

Так как папа просил политической помощи у франкского короля не от своего имени, а от имени святого Петра, то и дарение отвоеванных у лангобардов территорий по договору между королём и папой оформлялось как дар, но не папе, а Петру, который считался когда-то их первым владельцем. То есть государственная власть папы опиралась не на юридические, а на теологические постулаты, основанные на Библии.